# Hase-dera (Kamakura)
Pour les articles homonymes, voir Hase-dera.

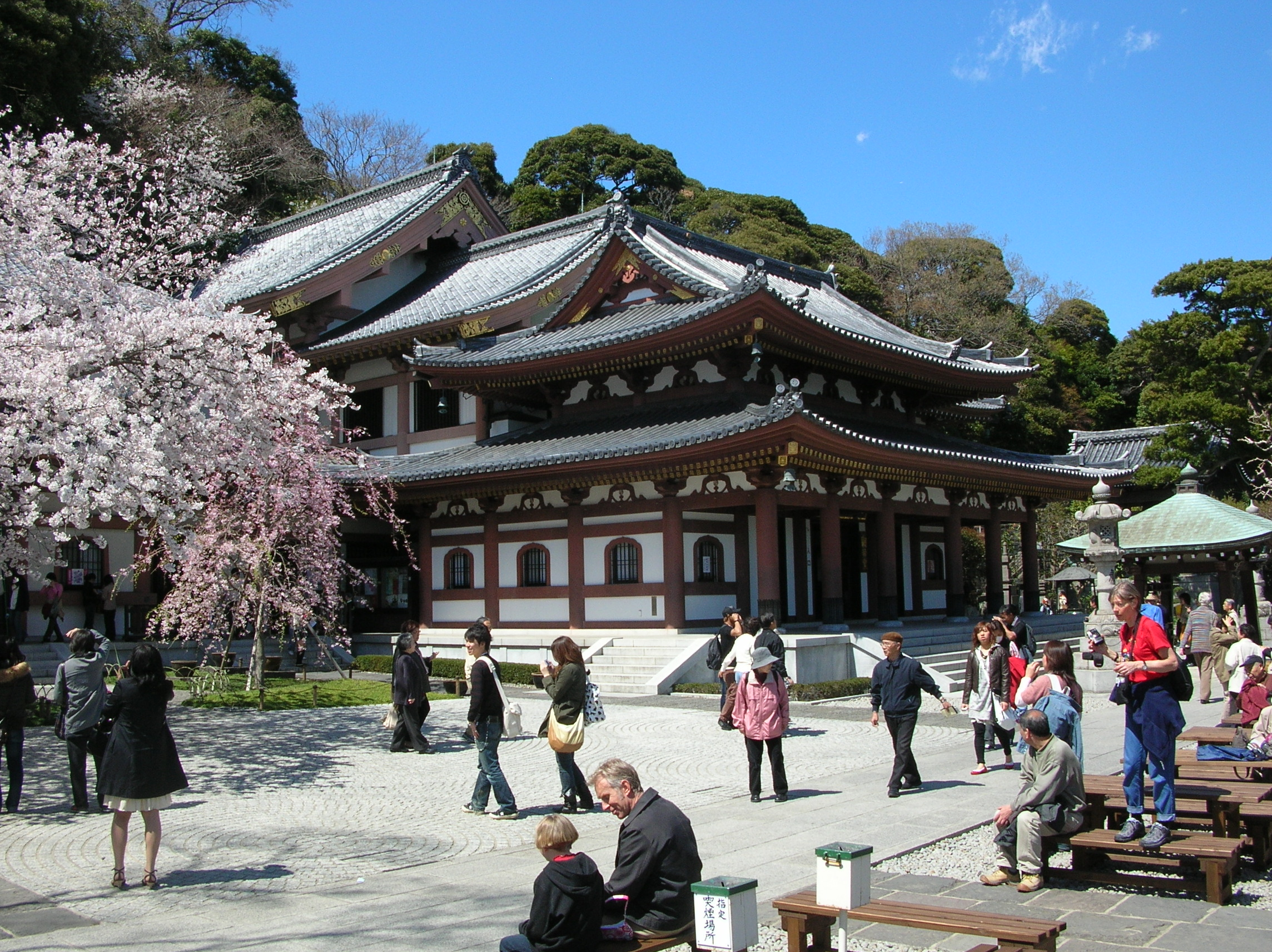
Bâtiment principal du temple Hase-dera

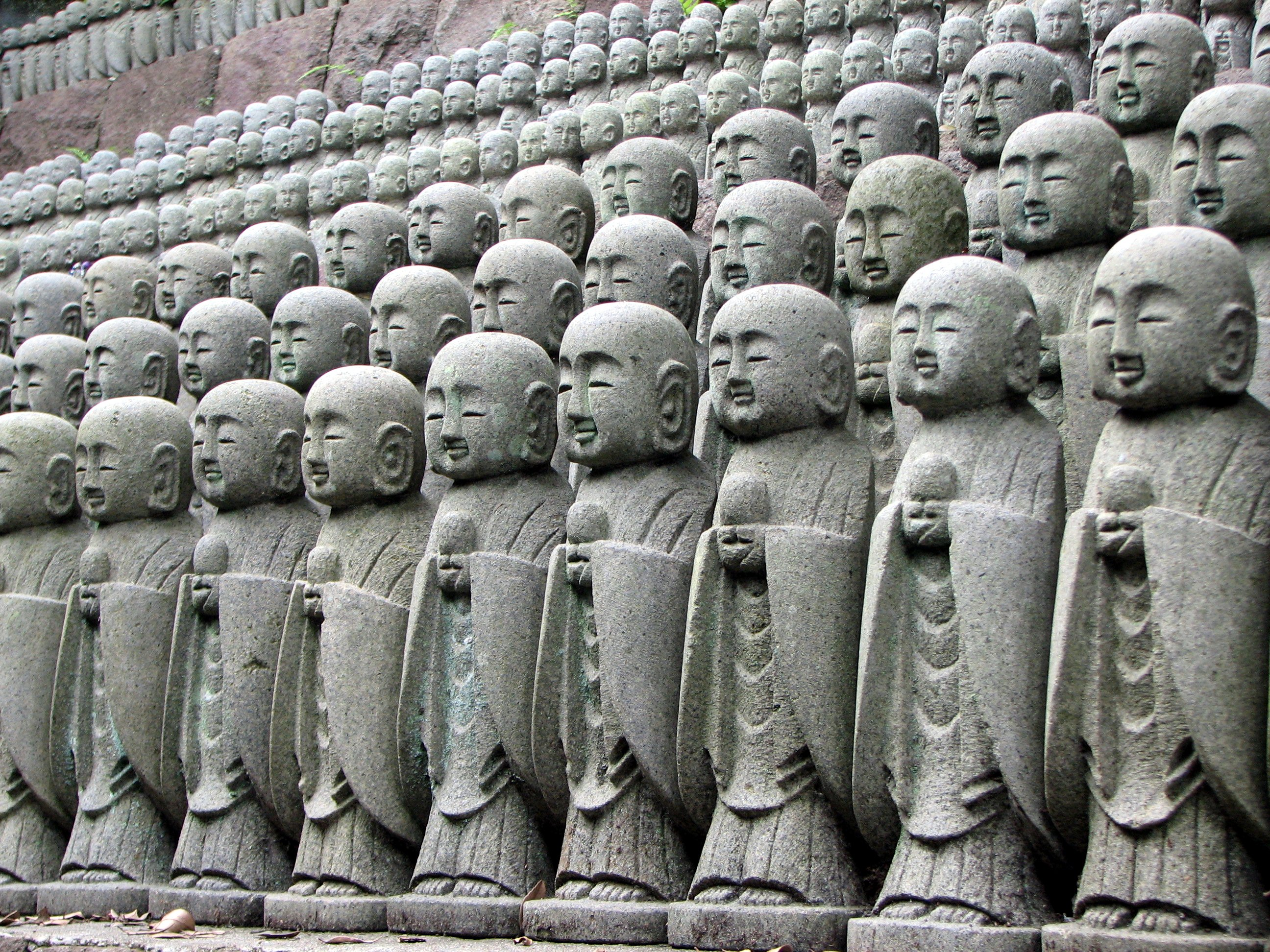
Centaines de statues de jizō

Le Hase-dera (長谷寺) est un temple bouddhiste de la secte Jōdo, situé sur les hauteurs de Kamakura. Il a été fondé en 736 par Fusasaki Fujiwara.

## Fondation
Selon la légende, le moine Tokudo Shonin a découvert en 721 un grand camphrier dans la forêt près du village de Hase. Il réalisa que le tronc était si grand qu'il permettait de sculpter deux statues de Kannon à huit têtes (déesse de la miséricorde). L'une d'entre elles a été intégrée au temple Hase-dera à Sakurai dans la préfecture de Nara. L'autre a été jetée à la mer, une prière faisant vœu que la statue réapparaisse pour sauver le peuple. Quinze années plus tard, en 736, la statue s'échoua sur la plage de Nagai, près de Kamakura. La statue fut conduite à Kamakura, où un temple fut construit pour l'honorer.

## Description
Sur le site du temple s'alignent par ailleurs des centaines de petites statuettes représentant des nouveau-nés disparus, Jizo, le bodhisattva protecteur des enfants, y étant également vénéré.

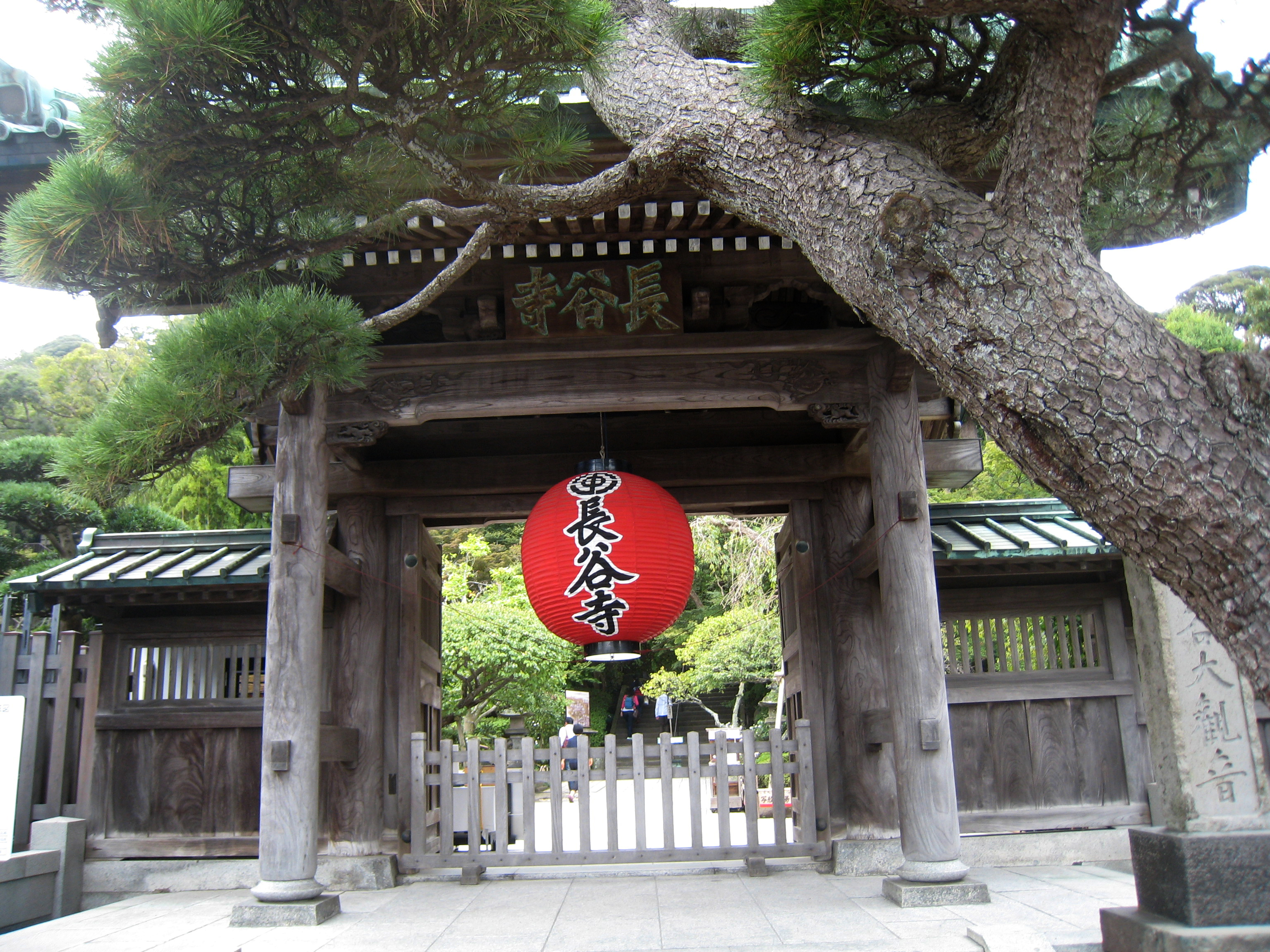
Sanmon
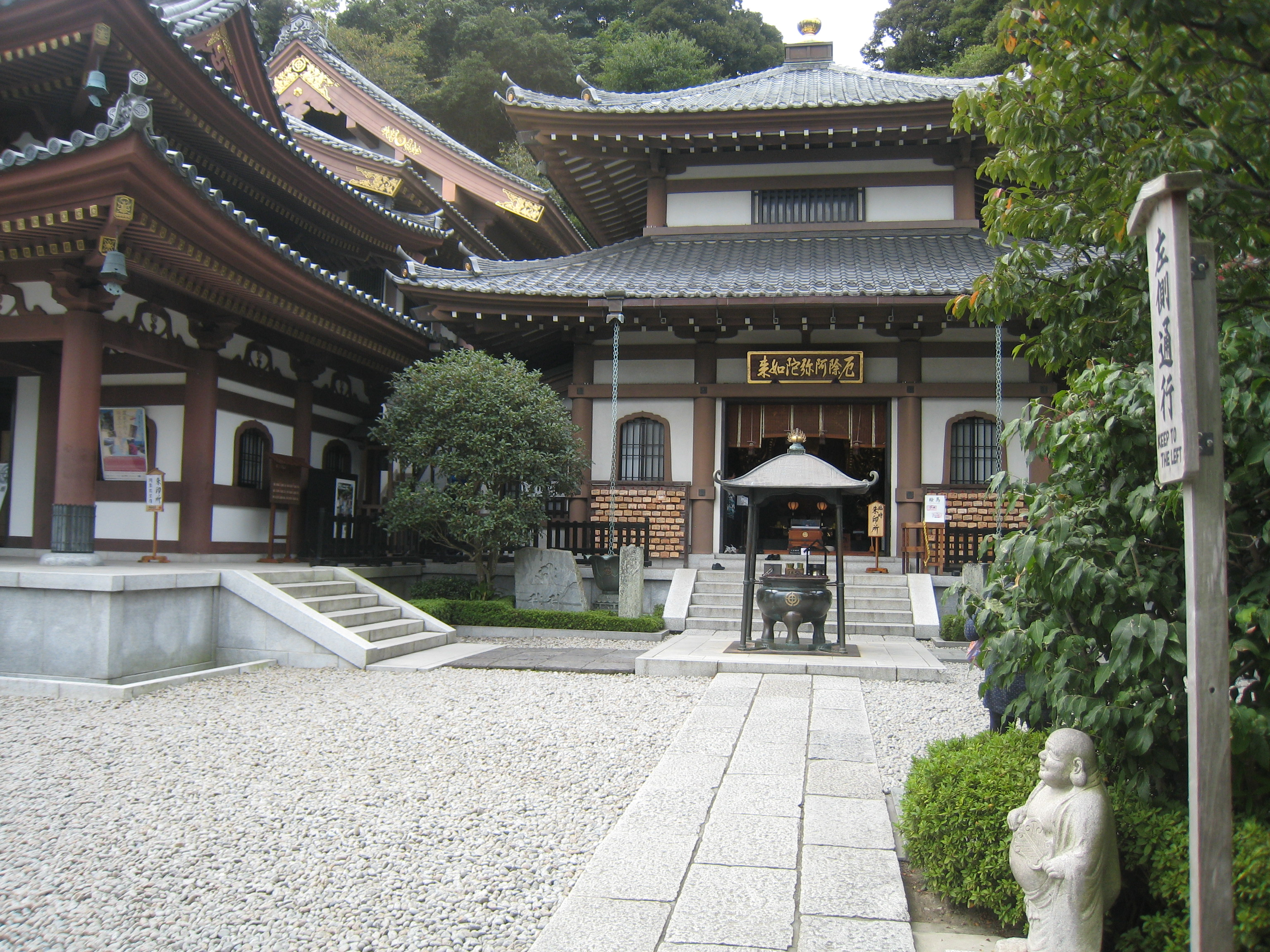
Amida-do
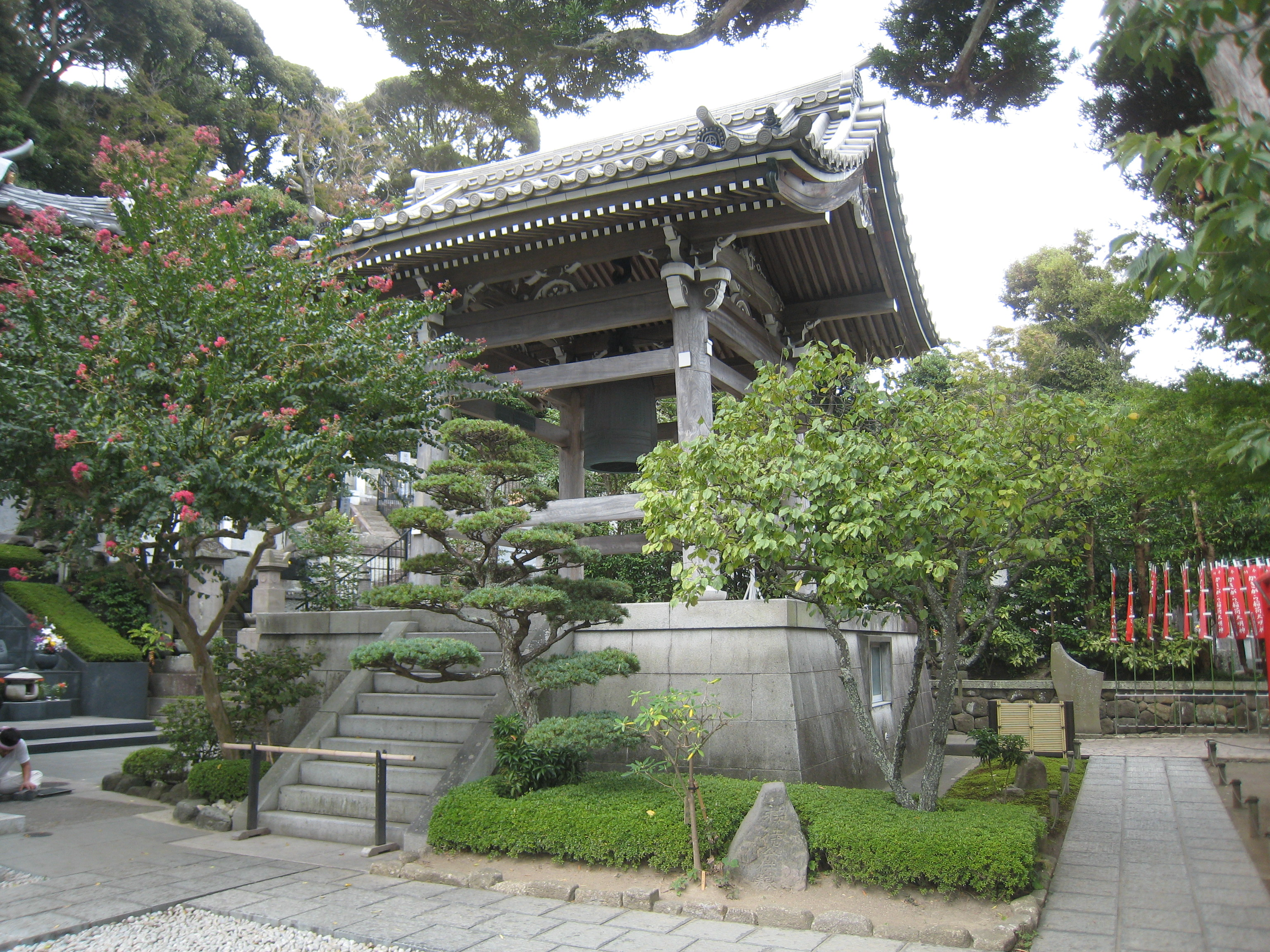
Shōrō
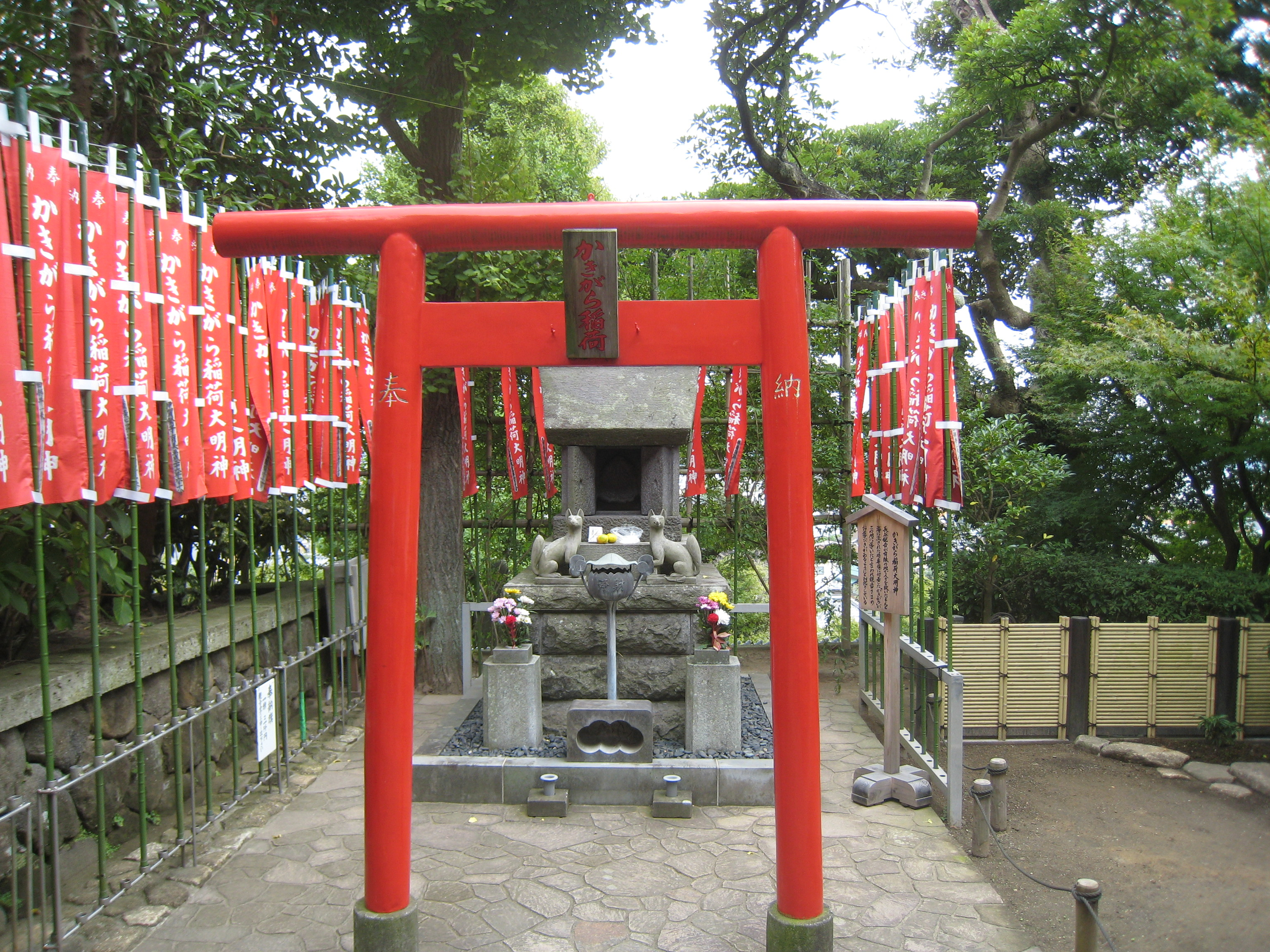
Kakigara-Inari (divinité japonaise)
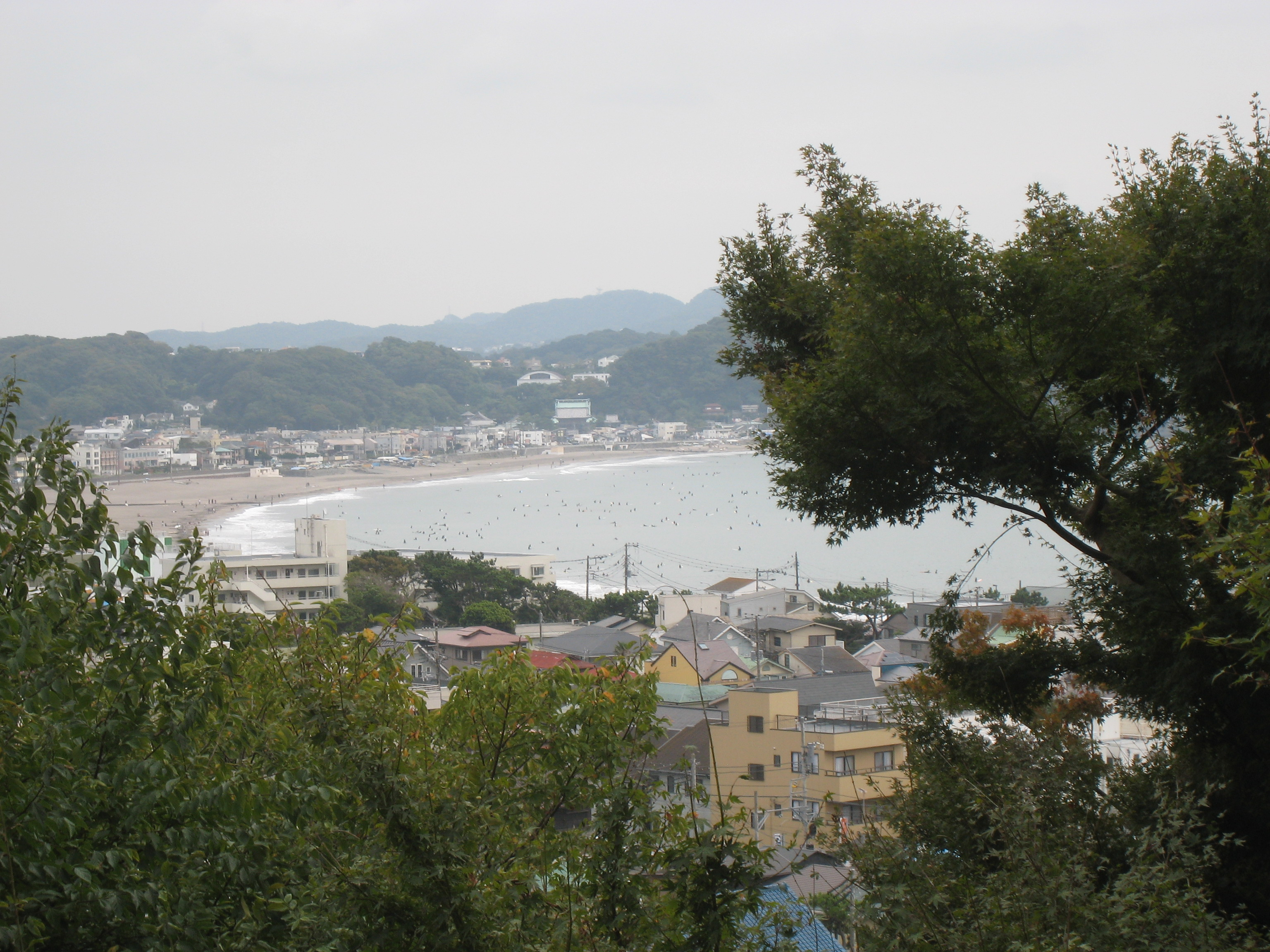
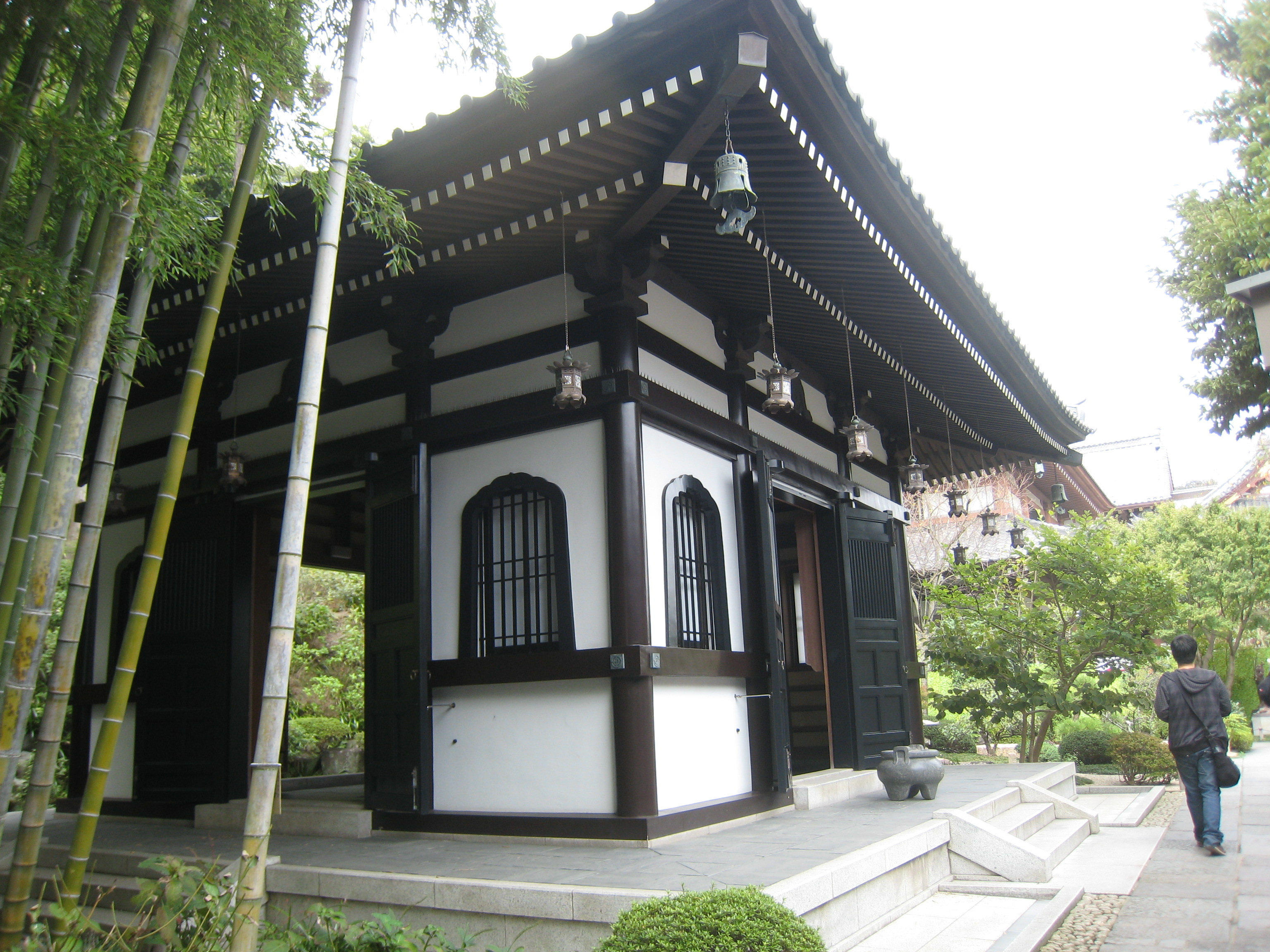
Kyōzō
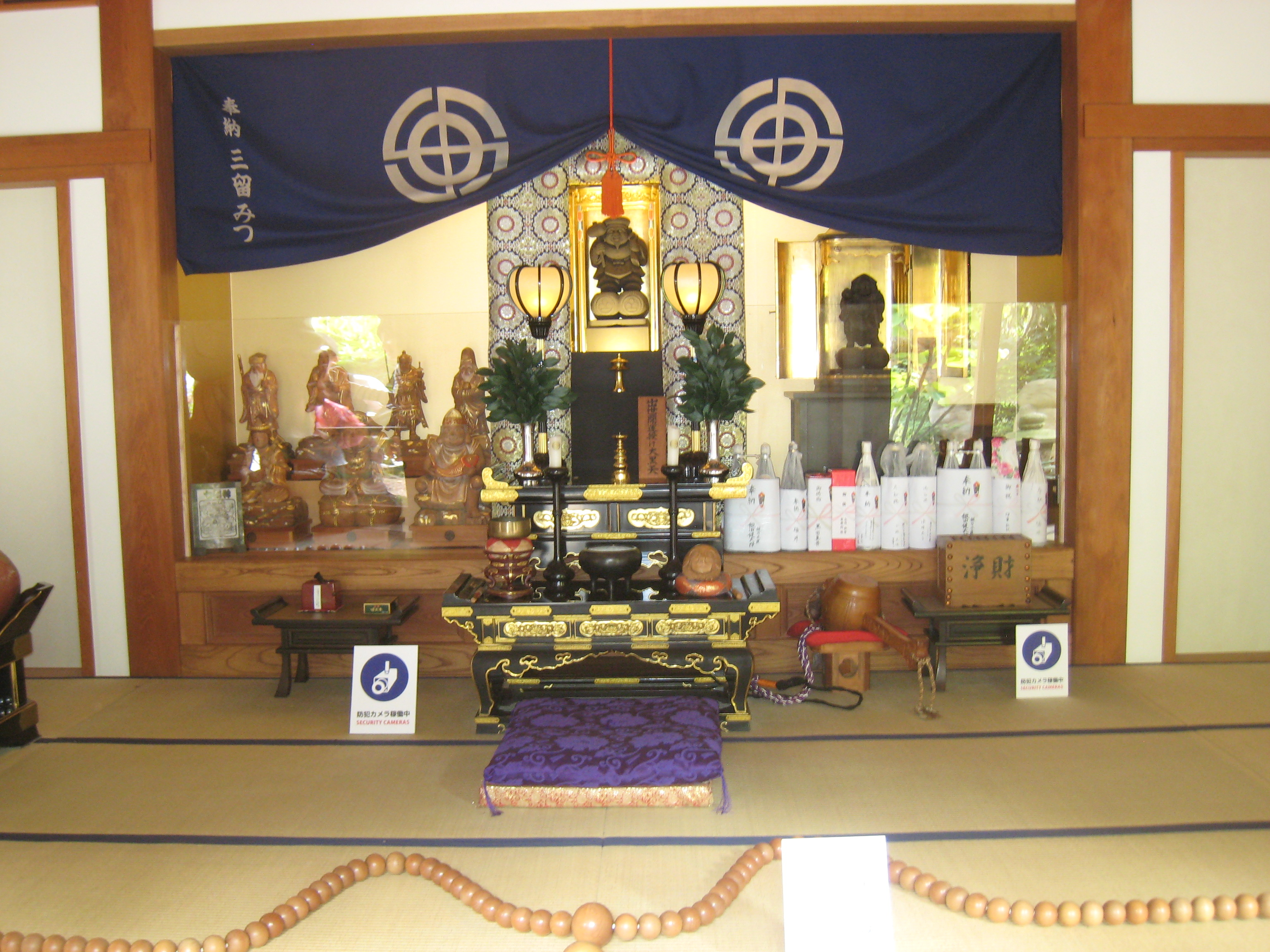
Daikoku-do
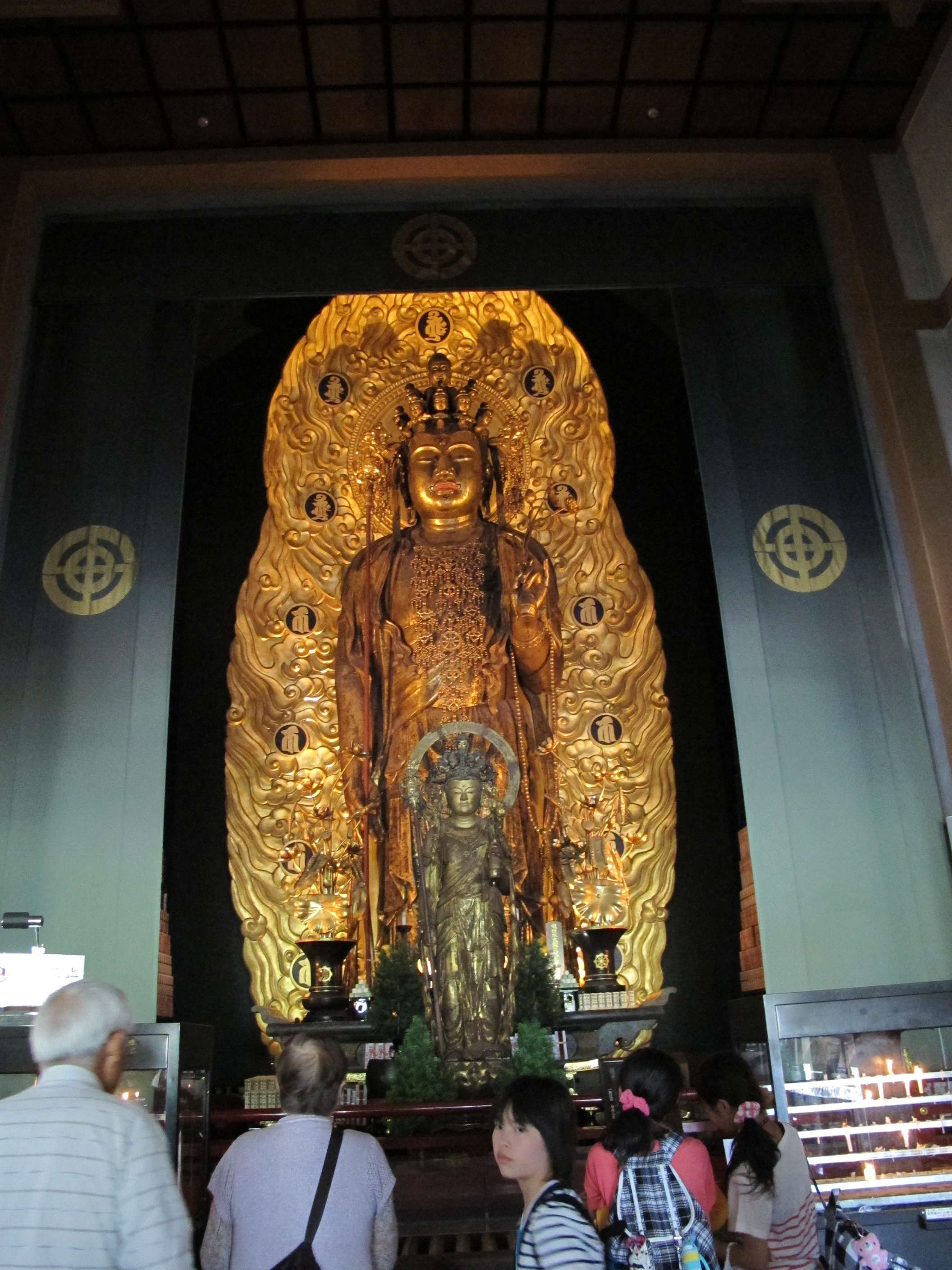
Guanyin
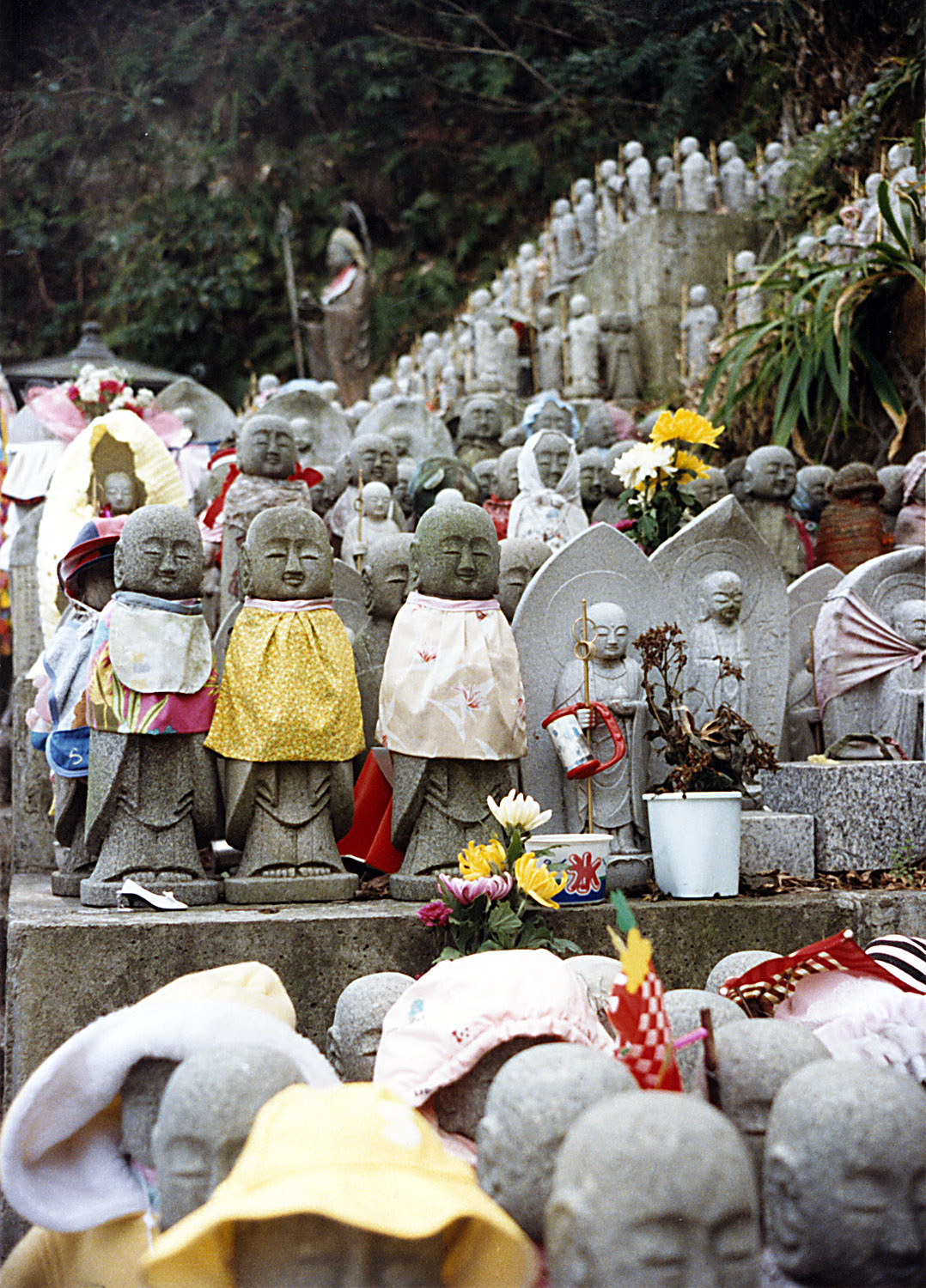
Kshitigarbha
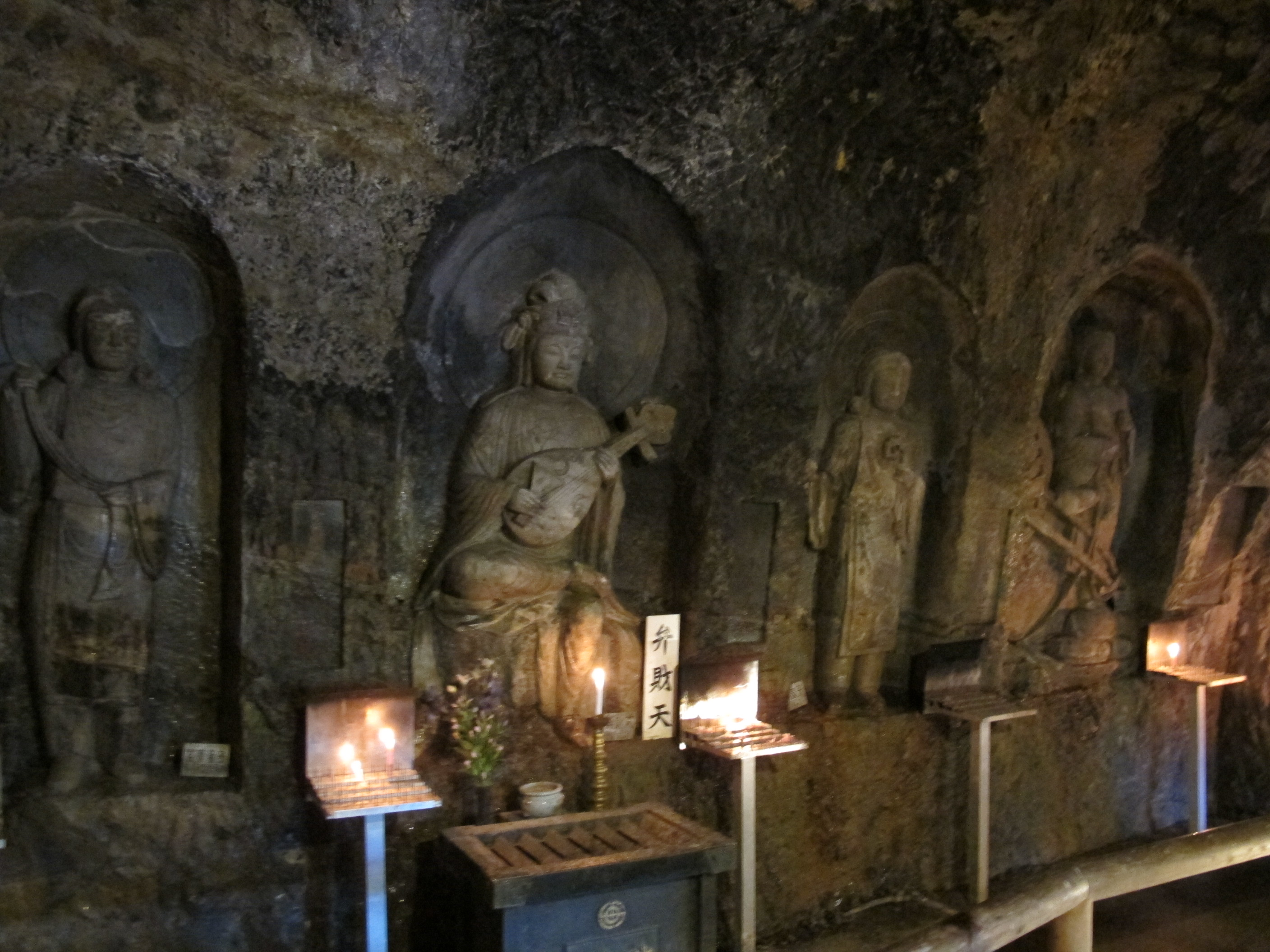
Benzaiten